# Tmetolophota paraxysta
Tmetolophota paraxysta är en fjärilsart som först beskrevs av Edward Meyrick 1929.  Tmetolophota paraxysta ingår i släktet Tmetolophota och familjen nattflyn. Inga underarter finns listade i Catalogue of Life.